# Grote Torisrivier
Grote Torisrivier (Zweeds – Fins: Iso Torisjoki) is een rivier annex beek, die stroomt in de Zweedse  gemeente Kiruna. De rivier ontstaat als twee afwateringsbeken van twee meren samenstromen en naar het noorden wegstromen. De Grote Torisrivier is slechts vijf kilometer lang.
Afwatering: Grote Torisrivier → Alasrivier  →  Idirivier →  Muonio → Torne → Botnische Golf
Haar naamgenoot Torisrivier behoort tot het stroomgebied van de  Kalixrivier.